# Il re d'Inghilterra/Una bambina bionda e blu
Il re d'Inghilterra/Una bambina bionda e blu  è un singolo del cantante Nino Ferrer, pubblicato su disco a 45 giri dalla Riviera nel febbraio 1968.

## Il re d'Inghilterra
Il re d'Inghilterra è un brano scritto e arrangiato da Agostino Ferrari, ovvero Nino Ferrer, che lo ha presentato al Festival di Sanremo 1968 in abbinamento con Pilade. La canzone viene eliminato dopo la prima doppia esecuzione, durante la prima serata.
Dopo il Festival, esce il singolo di Pilade contenente questa canzone e La tramontana, anch'essa partecipante alla manifestazione.
In seguito Ferrer scrive il testo de Le roi d'Angleterre, versione del brano in francese che incide lui stesso.

## Una bambina bionda e blu
Una bambina bionda e blu è la canzone pubblicata sul lato B del singolo, scritta da Nino Ferrer.
Mentre il lato A verrà inserito nell'album Agostino Ferrari ovvero Nino Ferrer, Una bambina bionda e blu rimane inedita.